# 勒梅尼勒欧格兰
勒梅尼勒欧格兰（法語：Le Mesnil-au-Grain，法語發音：[lə menil o ɡʁɛ̃] ⓘ）是法国卡尔瓦多斯省的一个市镇，属于卡昂区。

## 地理
勒梅尼勒欧格兰（49°2'40"N, 0°35'59"W）面积4.3 平方千米，位于法国诺曼底大区卡爾瓦多斯省，该省份为法国西北部沿海省份，北濒大西洋英吉利海峡，东北与滨海塞纳省以海上边界相接，东临厄尔省，南至奧恩省，西与芒什省接壤。
与勒梅尼勒欧格兰接壤的市镇（或旧市镇、城区）包括：奥东河畔埃皮奈、阿容河畔朗德、隆维莱尔、阿容河畔马莱尔布、莱蒙多奈。

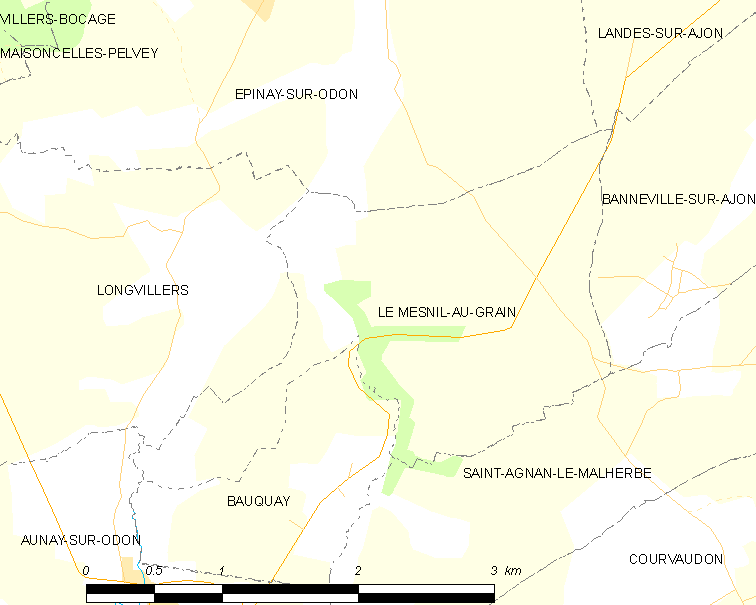
勒梅尼勒欧格兰的OSM定位图

勒梅尼勒欧格兰的时区为UTC+01:00、UTC+02:00（夏令时）。

## 行政
勒梅尼勒欧格兰的邮政编码为14260，INSEE市镇编码为14412。

## 政治
勒梅尼勒欧格兰所属的省级选区为莱蒙多奈县。

## 人口

1962-2008年间勒梅尼勒欧格兰人口变化图示

勒梅尼勒欧格兰于2022年1月1日时的人口数量为74人。